# Gabrius subnigritulus
Gabrius subnigritulus är en skalbaggsart som beskrevs av Joy 1913. Gabrius subnigritulus ingår i släktet Gabrius, och familjen kortvingar. Arten har ej påträffats i Sverige.